# Опрокиднев, Борис Константинович
Борис Константинович Опрокиднев (5 октября 1921 — 2 апреля 1945) — лётчик, капитан, Герой Советского Союза (1946).

## Биография
Родился 5 октября 1921 года в городе Тюмени. Окончил Челябинское военное авиационное училище лётчиков-наблюдателей.
За годы войны совершил 140 боевых вылетов на разведку войск и боевой техники, военных объектов в тылу противника. Сфотографировал площадь территории немцев 42 409 км². Погиб при выполнении боевого задания 2 апреля 1945 года.

## Награды
- Звание Героя Советского Союза присвоено 15 мая 1946 года.
- Награждён орденами Ленина, Красного Знамени, Отечественной войны 1 и 2 степеней.